# Zusicherung (Verwaltungsrecht)
Eine Zusicherung ist im deutschen Verwaltungsrecht eine in § 38 VwVfG geregelte Unterart der Zusage, die sich auf einen Verwaltungsakt bezieht. 

## Grundlagen
Die Zusicherung ist nach dem Wortlaut des § 38 VwVfG ein Unterfall der Zusage. Eine Zusage ist das Versprechen einer Behörde, eine bestimmte Maßnahme zu tun oder zu unterlassen. Die Zusicherung unterscheidet sich darin von der Zusage, dass das Versprechen auf den Erlass oder Nichterlass eines bestimmten Verwaltungsaktes gerichtet ist.

### Beispiel
Zusage: Die Behörde verspricht einem Bürger, im Stadtpark einen Baum zu fällen, der umzufallen droht.
Zusicherung: Die Behörde verspricht einem Bauherrn die Befreiung von Vorschriften des Bebauungsplans.

### Rechtsnatur
Es gibt einen regen Meinungsstreit über die Frage der Rechtsnatur der Zusage und somit auch über die Rechtsnatur der Zusicherung. Nach § 38 Abs. 2 VwVfG sind die Regelungen zum Verwaltungsakt entsprechend auf die Zusicherung anzuwenden. Das bedeutet, dass die Zusicherung jedenfalls wie ein Verwaltungsakt zu behandeln ist. Der Meinungsstreit um die Einordnung der Zusage als Verwaltungsakt ist daher im Bereich der Zusicherung entschärft. So qualifiziert die herrschende Meinung die Zusicherung als eigenständigen Verwaltungsakt.
Ein Kritikpunkt an der herrschenden Meinung lautet hingegen, dass die Zusicherung das Verwaltungsaktmerkmal „Regelung“ nicht erfüllt. Dem kann entgegen gehalten werden, dass die Zusicherung darauf gerichtet ist, dem Bürger einen Anspruch in Form eines subjektiv-öffentlichen Rechts zu verschaffen. Ein weiterer Kritikpunkt besteht darin, dass nach § 38 Abs. 2 und 3 VwVfG eine Zusicherung jedenfalls wie ein Verwaltungsakt in Bestandskraft erwachsen kann, wenn auch unter dem Vorbehalt unveränderter Sach- und Rechtslage. Die Kritik geht dahin, dass die Regelungen zum Verwaltungsakt nur entsprechend anwendbar sind: Hätte der Gesetzgeber gewollt, dass die Zusicherung ein Verwaltungsakt wäre, hätte er die Regelungen für anwendbar und nicht nur entsprechend anwendbar erklärt.

### Wirksamkeit und Rechtmäßigkeit
Bei der Zusicherung muss deutlich zwischen Wirksamkeit und Rechtmäßigkeit unterschieden werden. Wichtig ist in diesem Zusammenhang das Schriftformerfordernis. Eine Zusicherung muss in Schriftform erteilt werden, um wirksam zu sein. Mündlich erteilte Zusicherungen sind somit nicht verbindlich. Außerdem muss die zuständige Behörde die Zusicherung erteilen. Eine Zusicherung ist automatisch nichtig, wenn sie nicht schriftlich oder von der unzuständigen Behörde erteilt wurde. Auf das Vorliegen der Nichtigkeitsvoraussetzungen gemäß § 44 VwVfG kommt es hierbei nicht an. Es handelt sich somit beim Schriftformerfordernis und der zuständigen Behörde ausdrücklich um Wirksamkeits- und nicht um Rechtmäßigkeitsvoraussetzungen.
Davon abgesehen gelten die üblichen Rechtmäßigkeitsvoraussetzungen für Verwaltungsakte. So erwähnt § 38 Abs. 1 S. 2 VwVfG ausdrücklich die Anhörung Dritter und die Beteiligung anderer Behörden zur Sicherung der Rechtmäßigkeit. Fehler bei der Anhörung Dritter und der Beteiligung von Behörden können nach § 45 VwVfG geheilt werden und beeinflussen die Wirksamkeit nicht.

### Wirksamkeitsverlust
Der Verlust der Wirksamkeit spielt im Bereich der Zusicherung eine besondere Rolle, da von der Wirksamkeit auch die Bindungswirkung für die Behörde abhängt. Eine rechtswidrig erteilte Zusicherung entfaltet volle Bindungswirkung, kann aber problemlos von der Behörde nach § 48 VwVfG zurückgenommen werden.
Eine rechtmäßige Zusicherung kann unter den Voraussetzungen des § 49 VwVfG widerrufen werden, außer es liegt eine Änderung der Sach- oder Rechtslage vor. Dann kommt nämlich § 38 Abs. 3 VwVfG zur Anwendung, der die Regelungen aus § 49 Abs. 2 Nr. 3 und 4 VwVfG überlagert.
Eine solche Störung der Geschäftsgrundlage (clausula rebus sic stantibus) führt bei der Zusicherung zum automatischen Verlust der Bindungswirkung. Es gibt zwei Voraussetzungen, von denen eine erfüllt sein muss, damit von einer Änderung der Sach- oder Rechtslage gesprochen werden kann:
- Die Behörde hätte die Zusicherung nicht abgegeben, wenn die Änderung bereits zum Zeitpunkt der Zusicherungsabgabe vorgelegen hätte.
- Die Behörde hätte die Zusicherung aufgrund der (geänderten) rechtlichen Bestimmungen nicht abgeben dürfen.

Maßgeblich ist dabei nicht der subjektive Wille der Behörde, sondern objektiv zu ermittelnde Tatsachen. So muss die Änderung relevant sein, d. h. die Geschäftsgrundlage der Zusicherung berühren. Sofern eine Zusicherung bereits im Zeitpunkt ihrer Abgabe rechtswidrig war, kommt nur eine Rücknahme nach § 48 VwVfG in Betracht.

## Systematik
Die Verwaltungsverfahrensgesetze der Länder enthalten inhaltsgleiche Bestimmungen. Neben dem allgemeinen Verwaltungsverfahrensrecht enthält auch der Bereich der besonderen Verwaltungsverfahrensregelungen im Sozialrecht eine gesetzliche Vorschrift § 34 Zehntes Buch Sozialgesetzbuch (SGB X); im Steuer- und Abgabenrecht wird trotz fehlender ausdrücklicher Regelung eine Zusicherung analog § 38 VwVfG angenommen. In der Abgabenordnung gibt es eine ähnliche Regelung, nämlich die der verbindlichen Auskunft. 